# ماثيو تروي
ماثيو تروي (بالإنجليزية: Matthew Troy)‏ هو سياسي أمريكي، ولد في 23 سبتمبر 1929 في الولايات المتحدة، وتوفي في 4 ديسمبر 2004 في الولايات المتحدة. حزبياً، نشط في الحزب الديمقراطي.